# ベス＝エ＝サンタナステーズ
ベス＝エ＝サンタナステーズ （Besse-et-Saint-Anastaise）は、フランス、オーヴェルニュ＝ローヌ＝アルプ地域圏、ピュイ＝ド＝ドーム県のコミューン。

## 地理
ヴォルカン・ドーヴェルニュ地域圏自然公園の一部である。
コミューンには、リュ川（ドルドーニュ川支流）とクーズ・パヴァン川（ロワール川支流）の水源がある。

## 歴史
- 1270年5月、ラ・トゥール家のベルナール7世がベスの町に憲章自由都市の地位を与えた。町は商業中心地となり何世紀にもわたって力を増していった。
- 1790年から1795年まで郡庁所在地が置かれた
- 1935年7月、数学者集団ニコラ・ブルバキの最初の集会がベスで開催された[2]。
- 1961年4月2日、ベスはベス＝アン＝シャンデス（Besse-en-Chandesse）に改名した。
- 1973年7月1日、サンタナステーズと合併してベス＝エ＝サンタナステーズが正式名称となった。

しかし、古地図やサイト、観光パンフレット上ではまだベス＝アン＝シャンデスの名が見られる。

## 人口統計
| 1962年 | 1968年 | 1975年 | 1982年 | 1990年 | 1999年 | 2006年 | 2012年 |
| ------ | ------ | ------ | ------ | ------ | ------ | ------ | ------ |
| 1111   | 1358   | 1767   | 1763   | 1799   | 1672   | 1632   | 1519   |

source=1999年までLdh/EHESS/Cassini、2004年以降INSEE

## 史跡

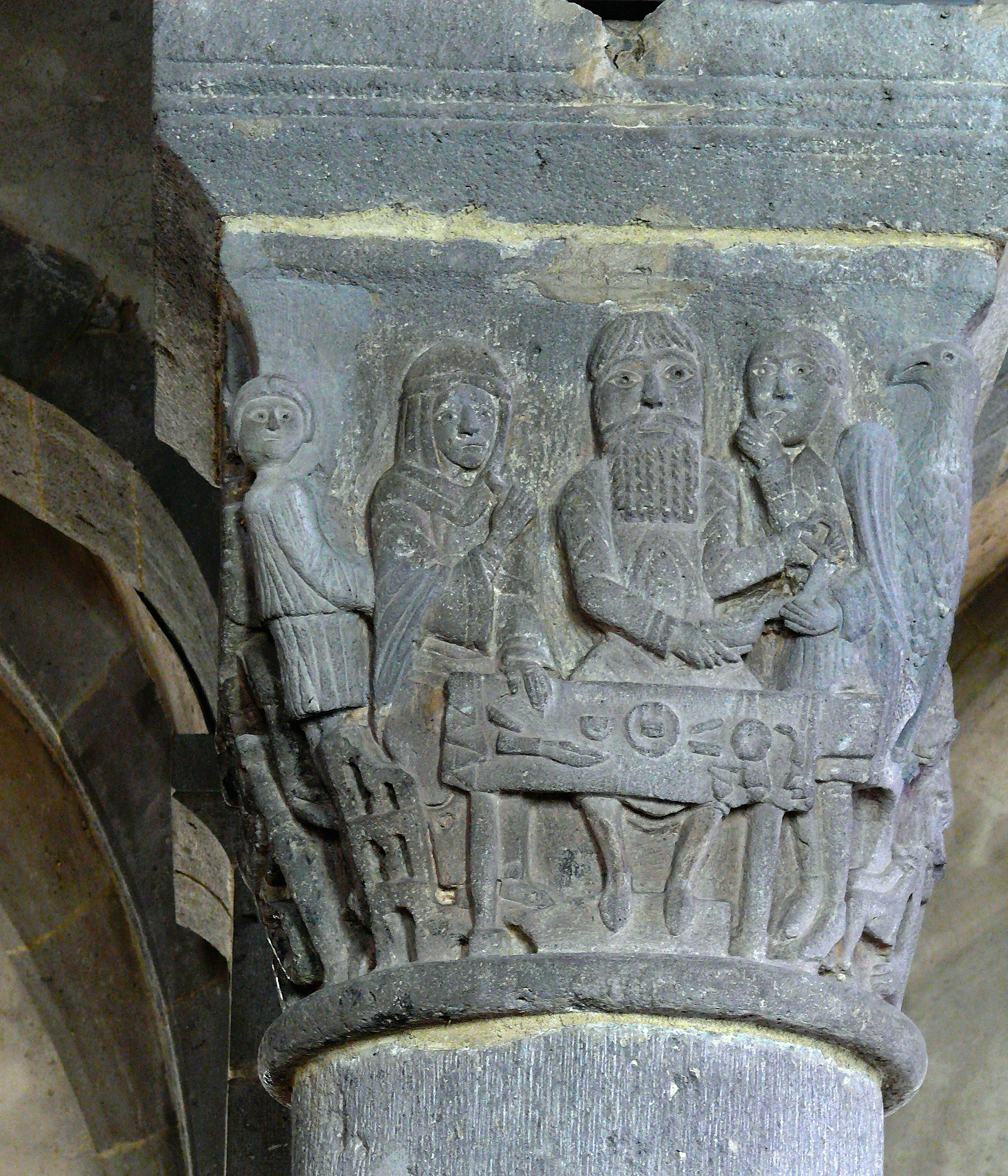
サンタンドレ教会の柱頭
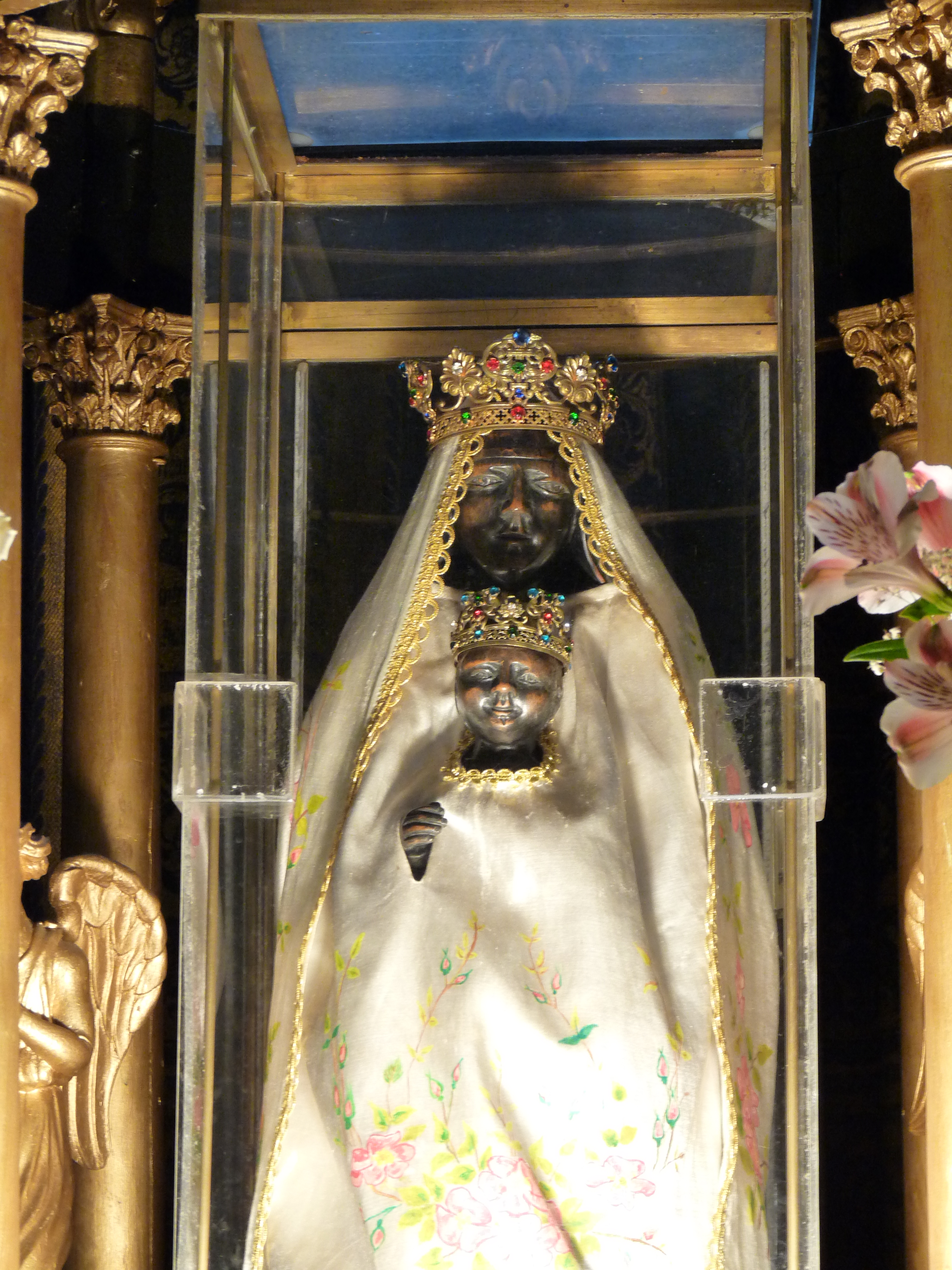
黒い聖母
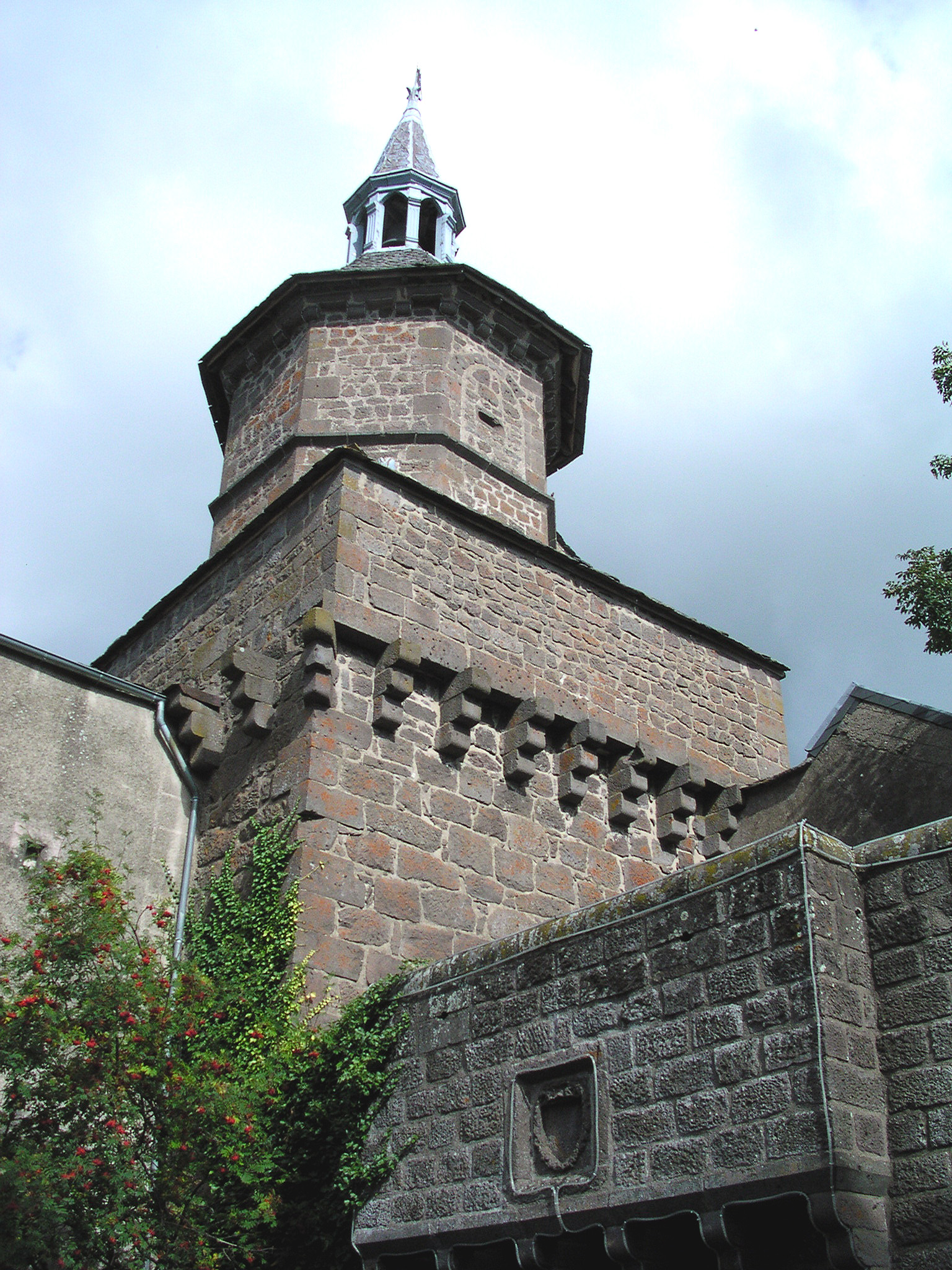
鐘楼
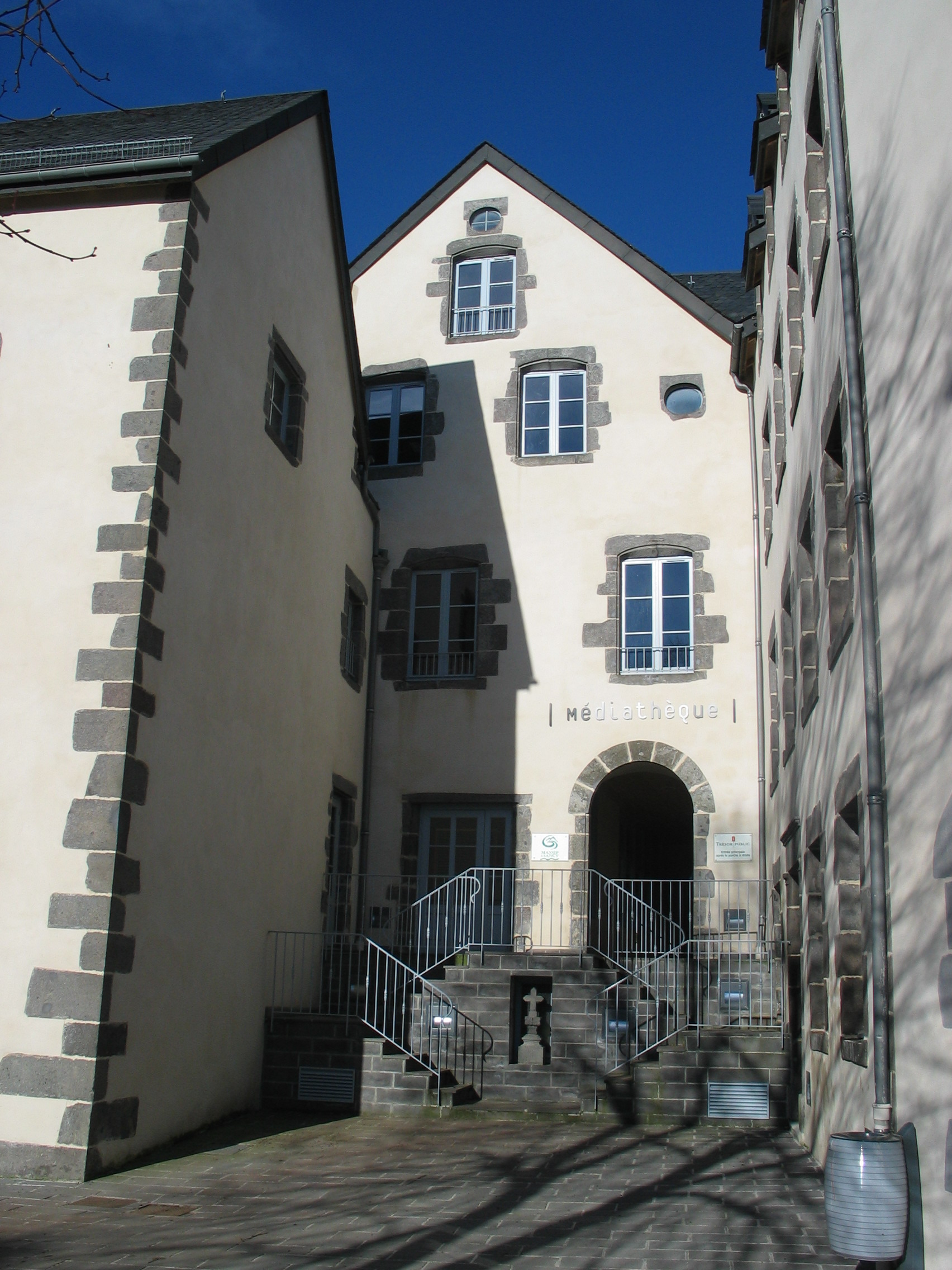
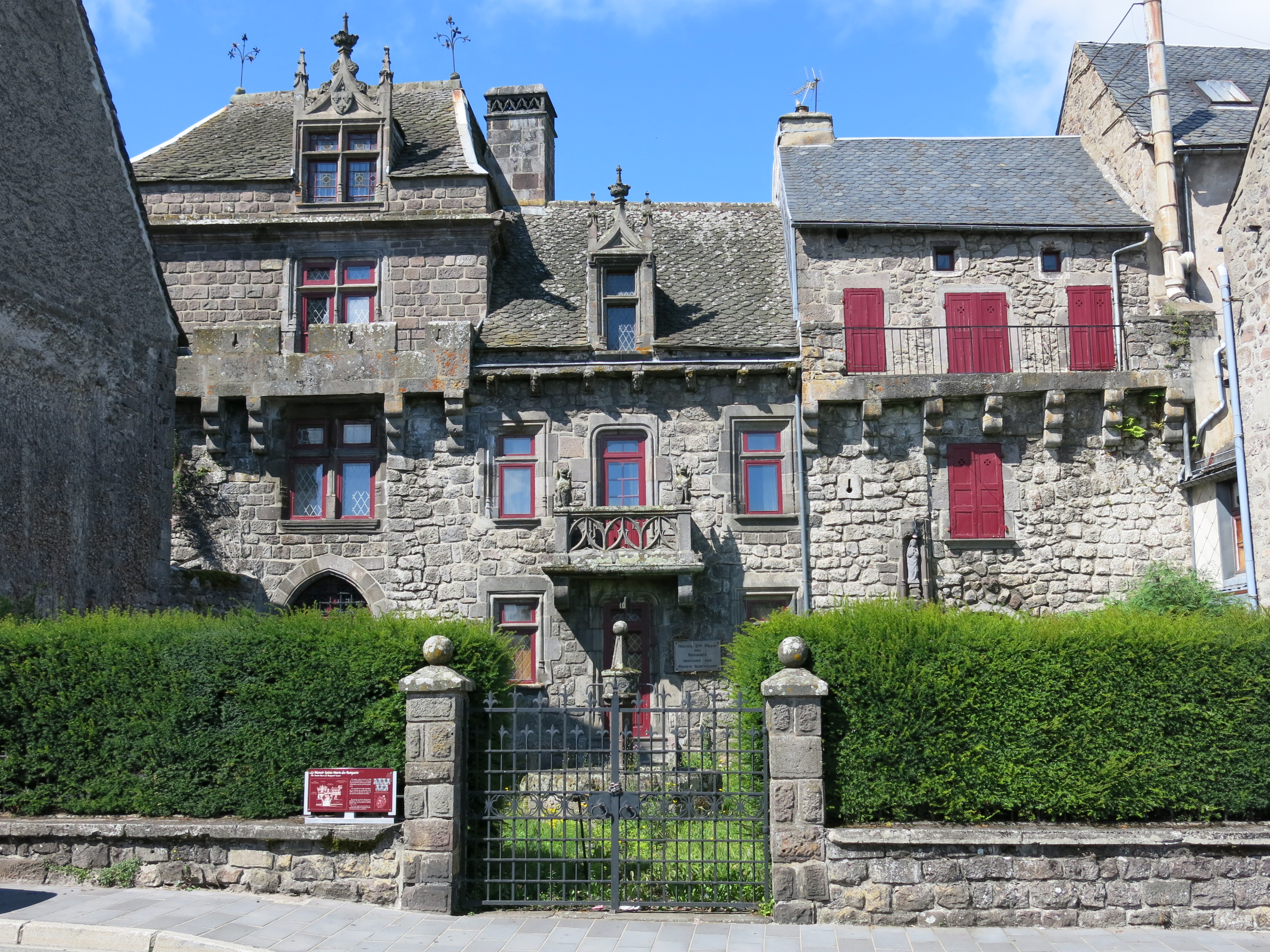
サント・マリー・デ・ランパルのマノワール
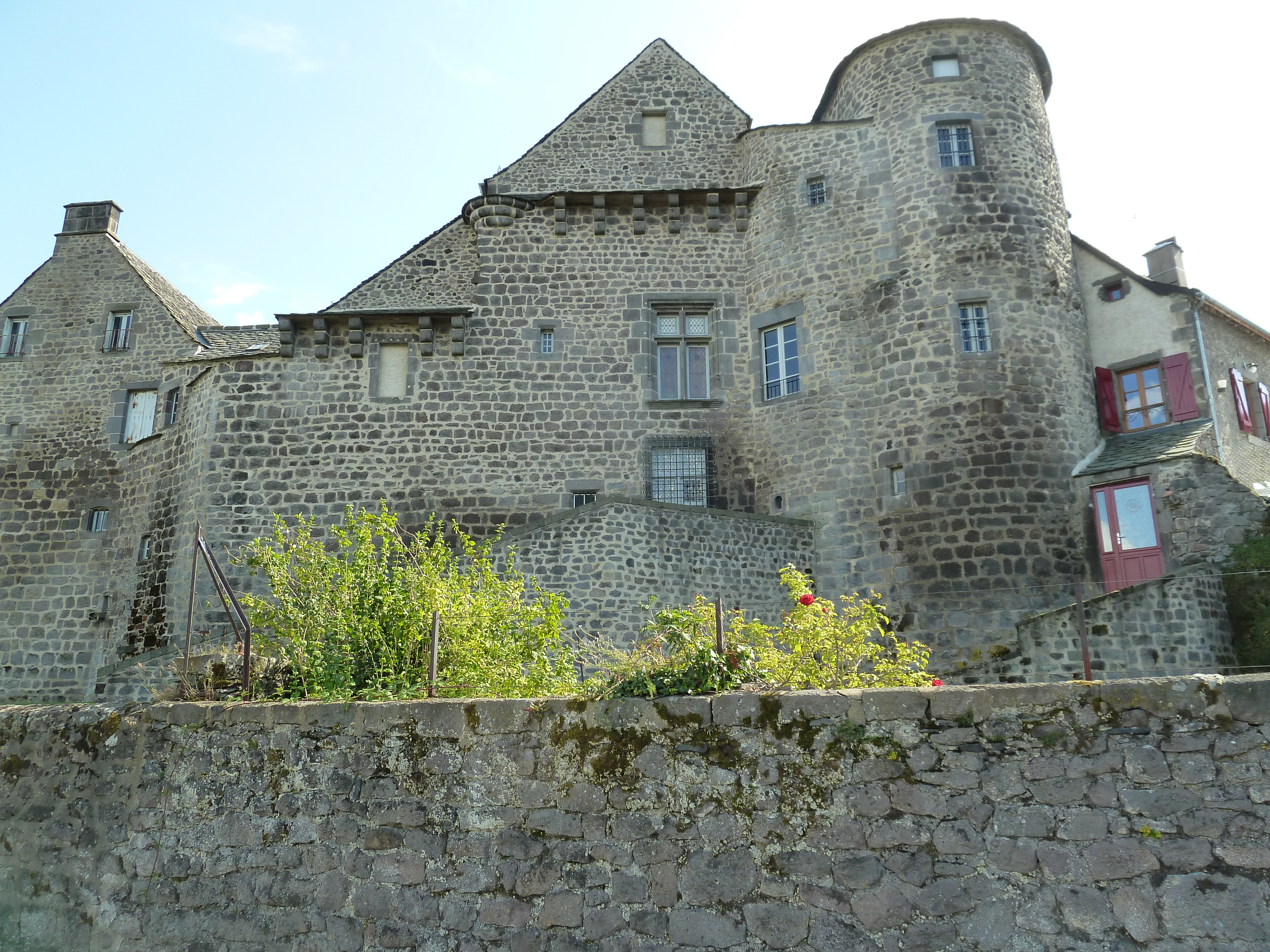
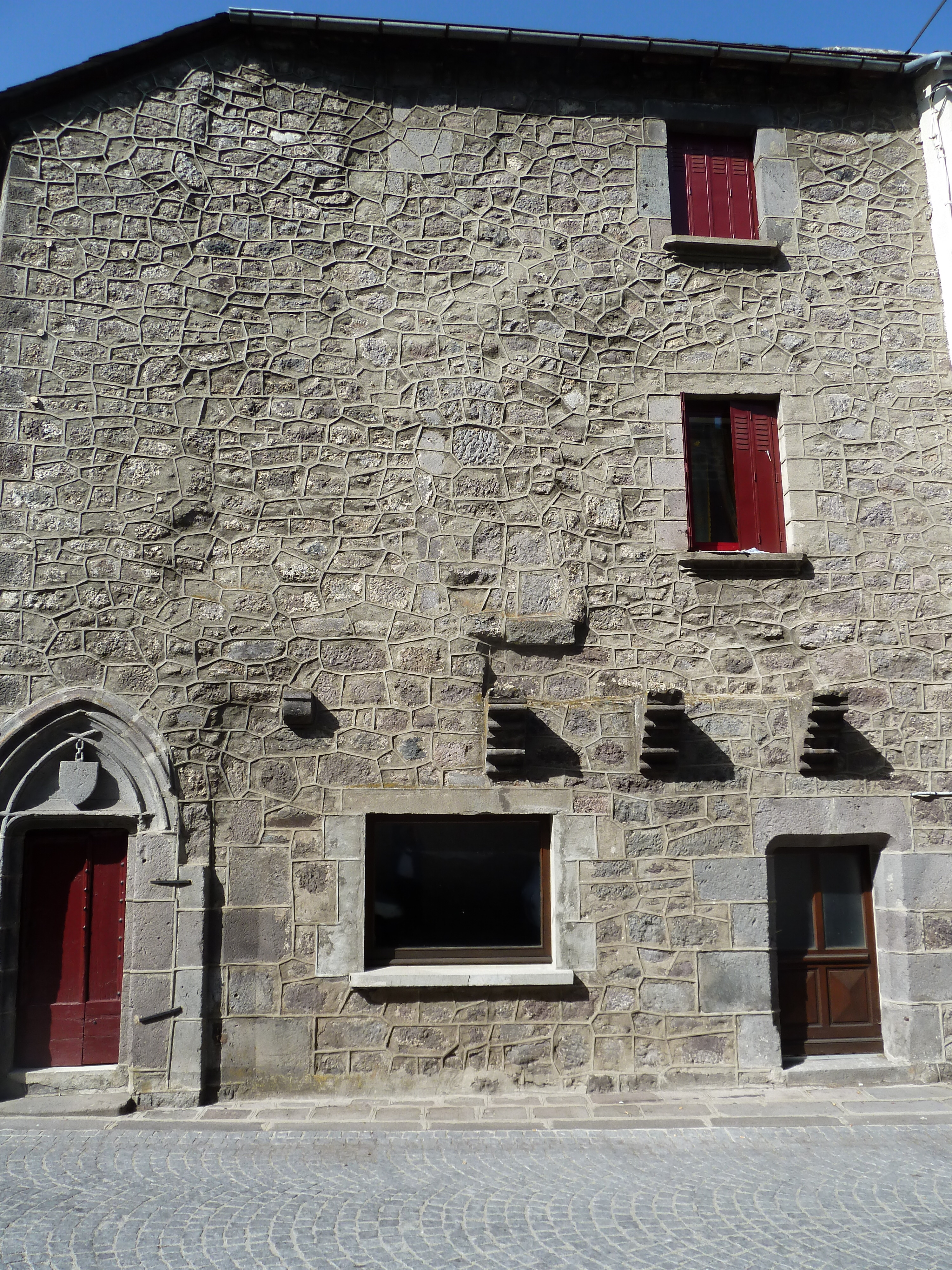
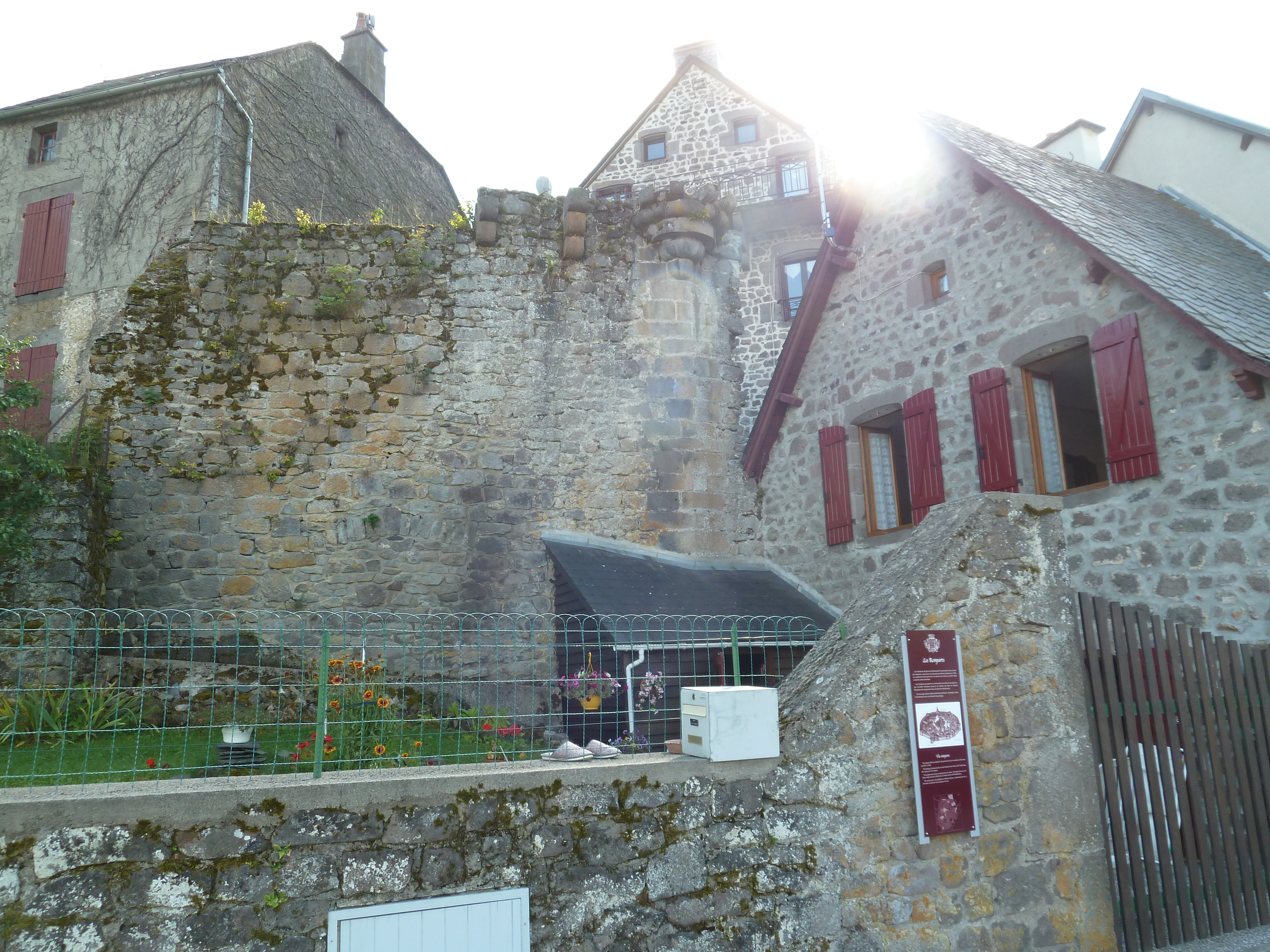
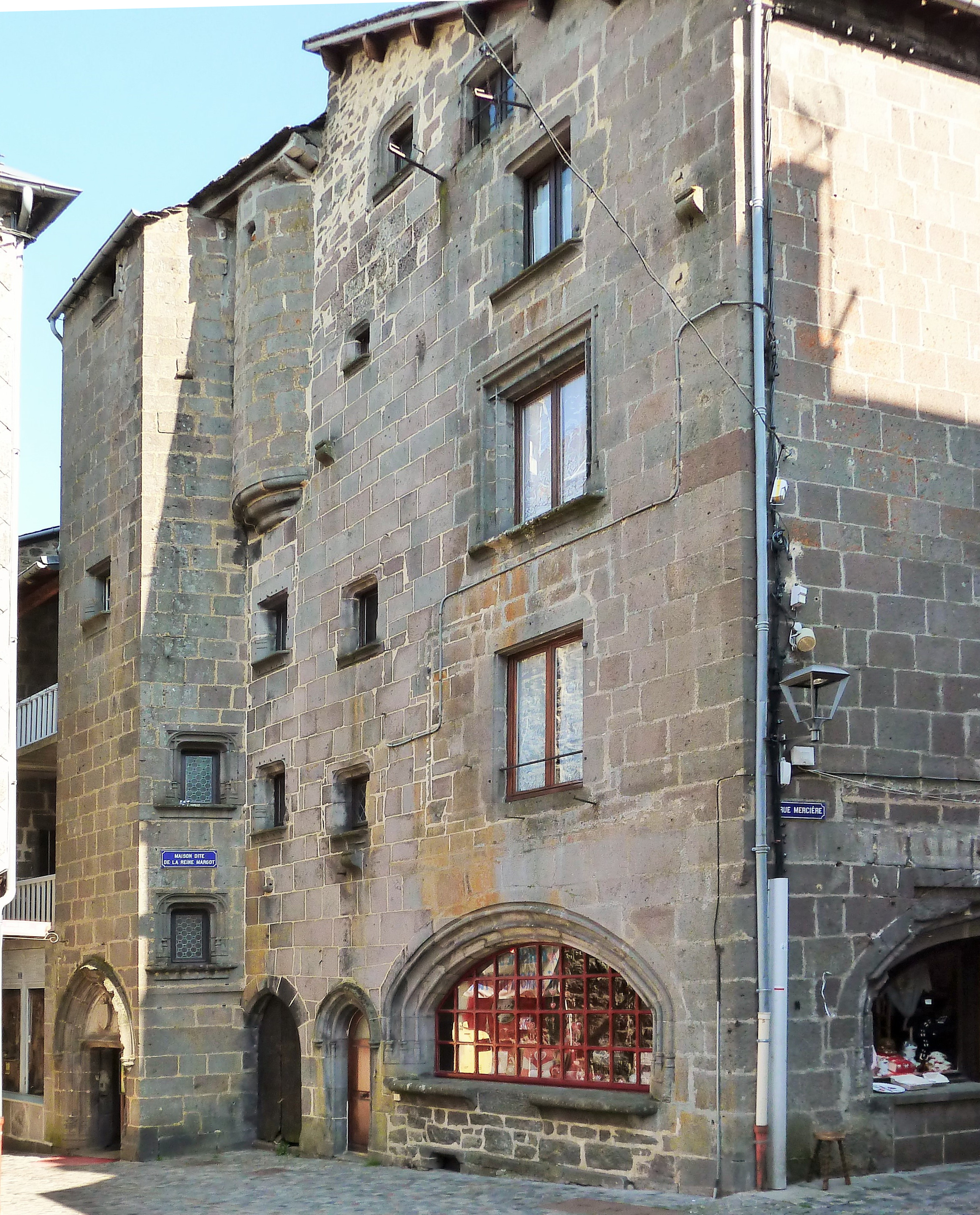
王妃マルゴの館
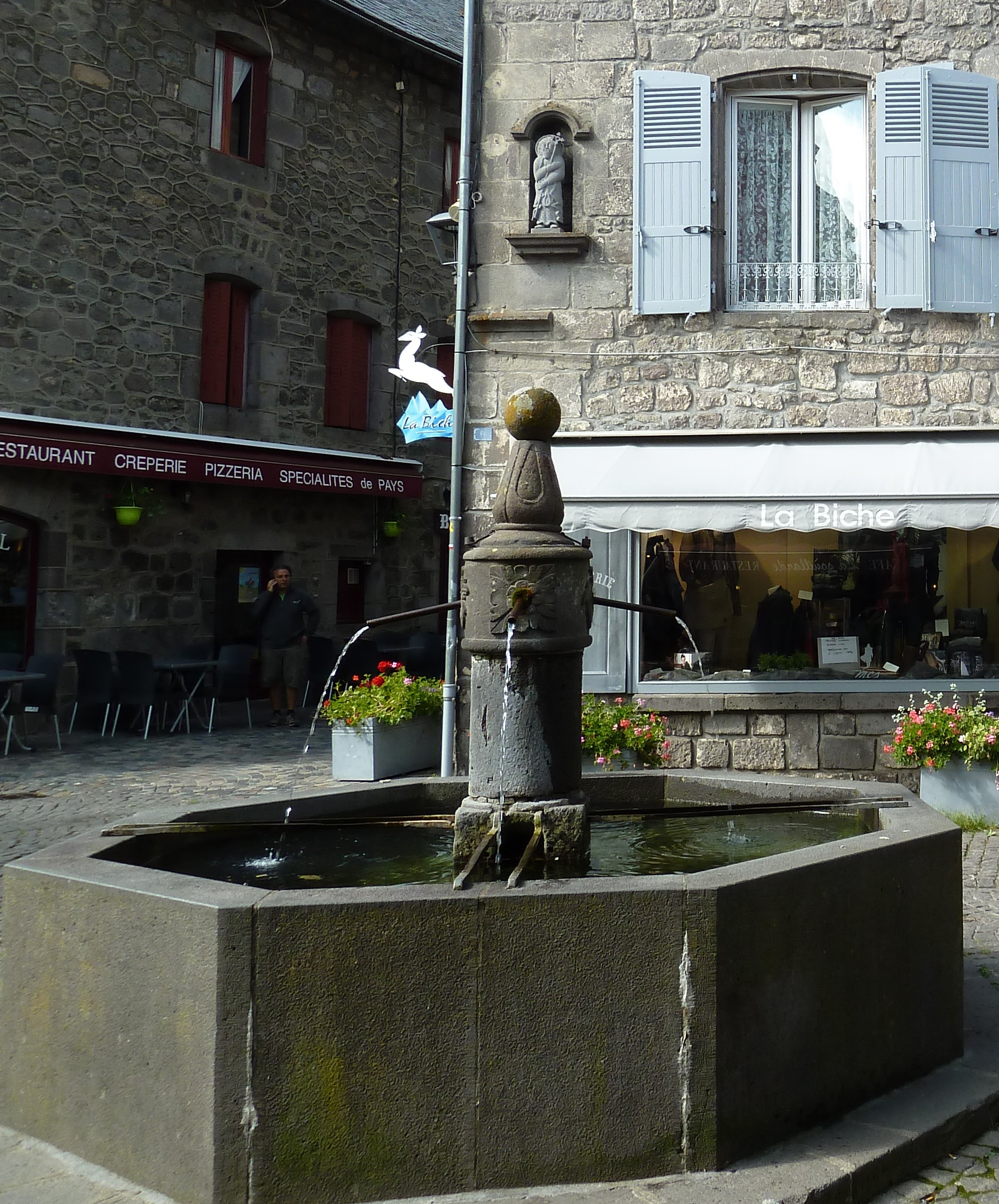

ベスの歴史的中心部には、偉大な建築物が固まって存在する。ここでは多くの古い建築物が、ほぼベス石のみを使って建てられている。これらの石はしばしばヴォルヴィック石と比較される。ベス石はヴォルヴィック石より硬く、色調も鮮やかである。
- サンタンドレ教会 - ロマネスク様式とゴシック様式。原型の建物は12世紀にさかのぼる。1555年からある聖歌隊席は19世紀に修復された。2007年に起きた火災では聖歌隊席の彫刻が施された屋台の一部が破損した。教会はヴァシヴィエールの聖母の彫像を収蔵する。膝の上に子供を抱くこの黒い聖母は、毎年7月2日に行われる礼拝行進のため、7km離れたベスからヴァシヴィエールの礼拝堂まで運ばれる。
- 王妃マルゴの館 - マルグリット・ド・ヴァロワが滞在した、といういわれがある

## 経済
1961年に設立されたシュペール・ベス・スキー・リゾートは、ピュイ・ド・サンシーの南斜面に位置する。このスキー場は北側でドル山地とつながっている。標高1350mから1830mの間にスキー場はあり、22機のリフトがある。